# Johann-Albrechts-Feste
Die Johann-Albrechts-Feste, eigentlich Johann-Albrechtshöhe bzw. nur Albrechtshöhe, war eine von der Schutztruppe in Deutsch-Südwestafrika (heute Namibia) errichtete Festungsanlage. Das Baujahr wird mit 1906 angegeben, wobei anderen Quellen nach die Feste bereits 1904/05 fertiggestellt gewesen sein soll und womöglich tatsächlich 1903 in Betrieb genommen wurde. Benannt ist die Feste nach Johann Albrecht, Herzog zu Mecklenburg, dem Leiter der Deutschen Kolonialgesellschaft für Südwestafrika.
Der militärische Posten diente vor allem der Überwachung der wichtigen Handelsroute von der Atlantikküste bis ins Inland. Unweit hiervon befindet sich der ebenfalls aus dieser Zeit stammende Bahnhof an der Bahnstrecke Swakopmund–Windhoek.
Die Station bestand aus der als Feste bezeichneten sogenannte Marmor-Kaserne, die als Unterkunft für Unteroffiziere und Mannschaft diente und einem (weitestgehend verfallenen) Offiziershaus sowie diversen Versorgungsgebäuden. Die Feste wird weiterhin (Stand August 2020) als touristische Unterkunft auf der gleichnamigen Farm genutzt.